# 2013年瑞典旋律节
2013年瑞典旋律节（瑞典語：Melodifestivalen 2013）是第53屆瑞典進入歐洲歌唱大賽的國內選拔賽。最後由羅賓·胡溫貝里以《You》一曲贏得冠軍，並成為史上第一個進到敗部復活賽，而拿下決賽冠軍的歌手。
2013年3月9日決賽在連續使用12年的斯德哥爾摩友谊竞技场舉行，賽程包括四場預賽和一場敗部復活賽，及一場總決賽。每場預賽由分別有8首歌曲角逐，預賽第一、二名直接進入決賽名單，而三、四名則進入敗部復活賽，其餘歌曲則直接淘汰。

## 外部連結
- 瑞典旋律节官方網站（页面存档备份，存于） （瑞典文）